# Arjay
Arjay es un lugar designado por el censo ubicado en el condado de Bell en el estado estadounidense de Kentucky. En el censo de 2020 tenía una población de 345 habitantes y una densidad poblacional de 214,29 habitantes por km². Fue incluido como CDP en el censo de 2020. 

## Geografía
Arjay se encuentra ubicado en las coordenadas 36°48′17″N 83°38′45″O / 36.80472, -83.64583. Según la Oficina del Censo de los Estados Unidos,  tiene una superficie total de 1,61 km², todos correspondientes a tierra firme.